# Михалова
Михалова (слч. Michalová) насељено је мјесто са административним статусом сеоске општине (слч. obec) у округу Брезно, у Банскобистричком крају, Словачка Република.

## Становништво
| Година:    | 1994. | 2004.   | 2014.   | 2024.    |
| ---------- | ----- | ------- | ------- | -------- |
| Број људи: | 1371  | 1391    | 1372    | 1208     |
| Разлика:   |       | +1,45 % | -1,36 % | -11,95 % |

| Година:    | 2023. | 2024.   |
| ---------- | ----- | ------- |
| Број људи: | 1234  | 1208    |
| Разлика:   |       | -2,10 % |

Према подацима о броју становника из 2011. године насеље је имало 1.381 становника.